# Luuk
Luuk é um município de  terceira classe de renda municipal (d) na província Sulu, nas Filipinas. De acordo com o censo de 1 de maio  de  2020 possui uma população de 37 873 pessoas e 6 554 domicílios.